# 関西大倉中学校・高等学校
関西大倉中学校・高等学校（かんさいおおくらちゅうがっこう・こうとうがっこう）は、大阪府茨木市室山二丁目にある私立中学校・高等学校である。学校法人関西大倉学園が運営する。通称は関倉（かんくら）。

## 概説
実業家の大倉喜八郎が創立した大阪大倉商業学校を前身とし、1948年に合併し、関西大倉高等学校となった。現在の関西大倉中学校は、1994年に開校。
元々は男子校であったが、1997年度より中学校が、そして2000年度より高等学校の一部のコースも共学となった。また、2007年入学高校生からは、国際コース・特進コース・総合コースが廃止。共学の特進コース・共学の総合コースが新設された。2010年度から高校に特進Sコースが用意された。

## 友好校
大倉喜八郎は、実業家としてだけでなく教育事業家としても有名であり、私財を投じて同校の他に、大倉商業学校（現・東京経済大学）と善隣商業学校（現・善隣インターネット高等学校）を創立した。
東京経済大学並びに同校同窓会「葵友会」大阪支部の公式行事には、同校より理事長・学長が招かれ交流が行われている。

## 沿革
前身は関西商工学校と大阪大倉商業学校の2校である。
関西商工学校は1902年10月、大阪市北区堂島に開校した。1905年には西成郡鷺洲町大字大仁（現大阪市北区大淀南2丁目）に移転している。
一方で大阪大倉商業学校は1907年9月、大倉喜八郎によって大阪市北区常安町（現在の北区中之島）に開校した。
1948年の学制改革により、関西商工学校は新制関西実業高等学校となり、新制中学校も併設した。
関西実業高等学校と大阪大倉商業学校は1948年9月に合併し、関西大倉高等学校となった。敷地は大淀区大仁町・従来の関西実業高等学校（旧制関西商工学校）敷地を使用した。
1963年に現在地に移転した。移転前の旧敷地は、1966年から2008年まで朝日放送の社屋など（ABCセンター）として使用された。

### 年表
- 1902年10月 - 関西商工学校開校
- 1907年9月 - 大阪大倉商業学校開校。
- 1948年4月 - 関西商工学校は関西実業高等学校と改称。中学校設置
- 1948年9月 - 関西実業高等学校と大阪大倉商業学校が合併、関西大倉高等学校となる。
- 1963年4月 - 全校が現在地に移転
- 1974年4月 - 中学校生徒募集停止
- 1994年3月 - 関西大倉中学校（既存）廃止
- 1994年4月 - 関西大倉中学校新設
- 1997年4月 - 中学校男女共学開始
- 2000年4月 - 高校に国際コース（女子のみ）新設
- 2007年4月 - 特進・総合コース共学化に伴い、国際コース廃止
- 2010年4月 - 高校に特進Sコース新設
- 2023年3月 - 高校の総合コース廃止

## コース概要
高校では、以下のコースに分けられる。すべて普通科である。
- 特進Sコース

(2年生から文系と理系に分けられる。)
- 特進コース

(2年生から文系と理系に分けられる。)
- 六年一貫コース

(2年生から文系と理系に分けられる。)
- 六年一貫コース（Sクラス）

(2年生から文系と理系に分けられる。)

### 過去にあったコース（一部）
- 総合コース

- 国際IIコース（特進コース）

- 国際Iコース（総合コース）

- 立命館提携コース

## 著名な出身者
- 松下幸之助（松下電器産業(現・パナソニック)創業者）中退
- 粥川伸二（日本画家）　中退
- 冨田裕樹（元池田市長）
- 戸田義郎（元神戸大学学長）
- 宮崎義一（京都大学名誉教授）
- 廣慶太郎（久保田鉄工相談役）
- 宮本輝（芥川賞作家）
- ジョン・B・チョッパー（ベーシスト、ウルフルズメンバー）
- 桂枝女太（落語家）
- 桂梅枝 (4代目)（落語家）
- 山田紘平（島本町長）
- 坪井清足（考古学者）
- 瀬川晃（同志社大学法学部教授）
- 藤井純一（近畿大学経営学部特任教授、前北海道日本ハムファイターズ球団社長）
- 松田純一（ミュージシャン）
- 影山英俊（俳優）
- 渡田均（元プロ野球審判員）
- 須山祐多（プロ野球審判員）
- 伴野智（映画プロデューサー）
- 無徒史朗（元南海ホークス選手）
- 田谷野亮 （俳優）
- 高木三四郎（プロレスラー）
- 宮本悟（政治学者、聖学院大学政治経済学部教授）
- 阪上善秀（政治家）
- 羽根田智也（ラグビー指導者）
- 木田晴斗（ラグビー選手）
- 萩原佳（衆議院議員）

## 交通
石橋阪大前・千里中央・北千里・JR茨木（茨木市営上穂東町バスターミナル）・阪急茨木の各鉄道駅から学校までのスクールバスが専用車両によって運行されており（阪急バスに委託）、生徒の約7割がスクールバスを利用している時代もあったが、現在は自転車生の割合も増えた。約半分は自転車生である。
学校周辺には阪急バスの路線網があり、スクールバスを利用しない場合などは路線バスを利用することになる。ただし日曜日、祝日、その他の休みの日はスクールバスの運行が無く、学校から徒歩約30分のバス停から坂を徒歩で登る必要がある。自転車でも登校できる（自転車の場合、保険に入っておく必要がある）。

## 校歌について
2002年から2008年までの6年間は、本学園の校歌には3番まで存在した。この3番は、創立100周年の周年事業として、2002年に当時の音楽科講師が作詞・作曲したものであり、原曲24小節のうち、末尾の9小節程度のコード進行にも手が加えられていた。しかし、原曲（1，2番）の作曲者に対して許諾を得ておらず、後年遺族に問題視され、3番を削除するように要求されるに至った。当時配布されていた楽曲のCDなどは軒並み回収された。

## 関連文献
- 創立90周年記念誌編集委員会『関西大倉学園創立90周年記念誌』1992年11月